# Thomas Chrowder Chamberlin
Thomas Chrowder Chamberlin, ameriški geolog, geofizik, novinar in pedagog, * 1843, Mattoon, Illinois, ZDA, † 15. november 1928, Chicago, Illinois, ZDA.

## Življenje in delo
Chamberlin je leta 1866 diplomiral na Kolidžu Beloit (Beloit College) v Beloitu, Wisconsin, nato pa še na Univerzi Michigana (Michigan University). Med letoma 1869 in 1877 je bil profesor na State Normal School (Whitewater, Wisconsin). Nato je med letoma 1887 in 1892 deloval za Geološki geodetski urad ZDA in bil predsednik Univerze Wisconsina-Madison.
V letu 1892 se je vrnil k predavanjem in sicer na Univerzi v Chicagu, kjer je ostal do leta 1918.

## Priznanja
Poimenovanja
Po njem se imenujeta kraterja na Luni (Chamberlin) in na Marsu (Chamberlin).